# Ben Crabbé
Benjamin Bert Carl (Ben) Crabbé (Tienen, 12 november 1962) is een Belgisch muzikant, presentator en televisiemaker.

## Biografie
Hij begon als drummer bij de Leuvense popgroep The Singles. Vanaf 1988 drumde hij bij De Kreuners, een groep die in de jaren 80 groot succes kende in Vlaanderen. Hij drumde ook kort bij andere groepen, zoals Big Bill. Tijdens de preselecties van het Eurovisiesongfestival 1983 speelde hij op het podium bij Pas de Deux, maar aangezien de drums vooraf werden opgenomen heeft hij niet echt meegespeeld.
In 1983 ging hij werken bij radiozender Studio Brussel. Hij stond in voor de muzieksamenstelling, interviews en studiogasten van het programma Bingo. Later had hij met De Klimop een eigen programma. In 1987 besloot hij om tv-werk te gaan doen bij de BRT, nu VRT. Eerst presenteerde hij er de talentenjacht Fanclub. In 1991 presenteerde hij met Topscore zijn eerste televisiequiz. In 1993 presenteerde hij op Radio Donna het programma Kopstoot.
Sinds 5 september 1994 presenteert hij het televisiespel Blokken.
Tijdens het programma Margriet met Margriet Hermans vanuit het casino van Middelkerke deed hij enkele jaren de presentatie van de zangers die als intermezzo in het programma werden opgevoerd.
In 2000 presenteerde hij samen met Siegfried Bracke het politieke programma Bracke en Crabbé naar aanleiding van de gemeenteraadsverkiezingen in dat jaar. In 2001 stond Crabbé mee aan de wieg van het productiehuis deMENSEN.
In 2003 speelde hij de finale van het eerste seizoen van De Slimste Mens ter Wereld. Crabbé verloor toen van de winnaar Alain Grootaers. In 2010/2011 nam hij nogmaals deel. Toen kon hij acht keer deelnemen aan de quiz. In het seizoen 2020 doet hij voor een derde keer mee aan de quiz. Hij viel af na 3 keer te hebben deelgenomen.
In 2004 presenteerde hij Aan tafel, en van 2005 tot en met 2008 De tabel van Mendelejev.
In 2007 presenteerde hij een driedelige reeks van Spraakmakers met humoristen voor Canvas. Nadien volgde hij Jan Leyers op in het zomerpraatprogramma Zomer 2007 en Zomer 2008 op Eén. Hij deed dit afwisselend met Marcel Vanthilt.
Samen met een aantal andere televisiecollega's is Crabbé een van de stichtende leden van de Vlaamse Televisie Academie.
In de zomer van 2012 drumde Crabbé bij de begeleidingsband van Katrina Leskanich (bekend van Katrina & the Waves) tijdens haar Vlaamse festivaloptredens. Hetzelfde jaar hielden de Kreuners het voor bekeken.
In 2015 werd hij op 2BE voetbalanalist voor de matchen uit de Champions League 2015-2016.
In 2017 had hij een cameo in de film F.C. De Kampioenen 3: Forever.
In 2018 maakten De Kreuners hun comeback, met Crabbé als drummer. Verder presenteerde Crabbé het programma Karakters waarin sportmensen werden geïnterviewd.
In 2025 werd zijn exclusiviteitscontract met de VRT niet verlengd, maar hij blijft wel actief voor de omroep.

## Persoonlijk
Crabbé heeft samen met zijn vriendin een kind.

## Televisie
- F.C. De Kampioenen 3: Forever (2017) - als zichzelf
- Beste kijkers (2014)
- De Slimste Mens ter Wereld (2003, 2010, 2020) - als kandidaat
- Aan tafel (2001)
- Ben en de Belgen (2000)
- Blokken (1994-heden)
- Bracke en Crabbé
- De Kijker van het Jaar
- De Laatste Week
- De tabel van Mendelejev (2005)
- Fanclub
- Het EK van de Duivels
- Karakters
- Nieuwe Maandag
- Topscore
- Spraakmakers
- Wereldkampioenen
- Zomer 2007
- Zomer 2008

Laatste (per 2 januari 2009):
Joyce Beullens · Tom De Cock · Sebastian Decrop · Evy Gruyaert · Johan Henneman · Mark Heyninck · Anneleen Liégeois · Kris Luyten · Caren Meynen · Dave Peters · Marc Pinte · Thibaut Renard · Ann Reymen · Ben Roelants · Benjamien Schollaert · Elias Smekens · Stijn Smets · Lotte Stevens · Ann Van Elsen · Brecht Vanmeirhaeghe · Sofie Van Moll · David Van Ooteghem
Geschiedenis (1992–2009):
Jan Bosman · Ben Crabbé · Dominique Crommen · Erwin Deckers · Steve De Coninck-De Boeck · Kevin De Geest · Leen Demaré · Bart De Prez · Margot Derycke · Marc Deschuyter · Els Ermens · Michel Follet · Anne Gies · Jeroen Gorus · Walter Grootaers · Kristof Hayen · Geert Hoste · Mark Lefever · Kristien Maes · Kris Mannaerts · Luc Mertens · Johan Notenbaert · Sven Ornelis · Jaak Pijpen · Alexandra Potvin · Katja Retsin · Fien Sabbe · Bart Saerens · Mieke Scheldeman · Cara Van der Auwera · Iris Van Impe · Birgit Van Mol · Rob Vanoudenhoven · Evert Venema · Sofie Verbruggen · Ronald Verhaegen · Peter Verhulst · Jean Vijdt · Robin Vissenaekens · Albrecht Wauters · Niels William · Yasmine